# Tenere cugine
Tenere cugine (Tendres cousines) è un film del 1980 diretto da David Hamilton.

## Trama
Estate 1939. Il quindicenne Giuliano si reca a passare le vacanze nella villa di campagna del padre. Il giovane è innamorato della cugina Giulia, non ricambiato; Giulia è appassionata di cavalli e si sente attratta da Carlo, giovane ufficiale fidanzato di Chiara, sorella maggiore di Giuliano. Invece Poune (diventata Betty nell'edizione italiana), sorella minore di Giulia, lo corteggia assiduamente ma Giuliano non le bada. Nella casa sono presenti altre donne, sensuali o insoddisfatte, e alcuni curiosi personaggi. Intanto scoppia la Seconda Guerra Mondiale e gli uomini partono per il fronte.

## Produzione
Il soggetto è tratto dal romanzo omonimo di Pascal Lainé, pubblicato dall'editore Gallimard nel 1979, a sua volta ispirato alla novella Le prodezze di un giovane Don Giovanni (1911) di Guillaume Apollinaire, rappresentandone pertanto una sorta di versione cinematografica non accreditata. Nel 1986 Gianfranco Mingozzi (ri)porterà sullo schermo, stavolta ufficialmente, il romanzo di Apollinaire nel film L'iniziazione.

## Distribuzione
Il film è stato distribuito in Italia nell'autunno 1981.

## Critica
Il Dizionario Mereghetti lo definisce «un film patinato come una rivista di moda» dalla «trama assolutamente inconsistente». Per il Dizionario Morandini il regista «punta sulla calligrafia e il morbosetto».